# Kim Myong-gil
Dans ce nom coréen, le nom de famille, Kim, précède le nom personnel.
Kim Myong-gil (coréen : 김명길), né le 16 octobre 1984, est un footballeur international nord-coréen. Il évolue actuellement au Amrokgang SG dans le championnat national nord-coréen au poste de gardien de but. 

## Carrière internationale
Il fait partie des 23 joueurs nord-coréens sélectionnés pour participer à la coupe du monde 2010.